# Edelsitz Katzbrenning

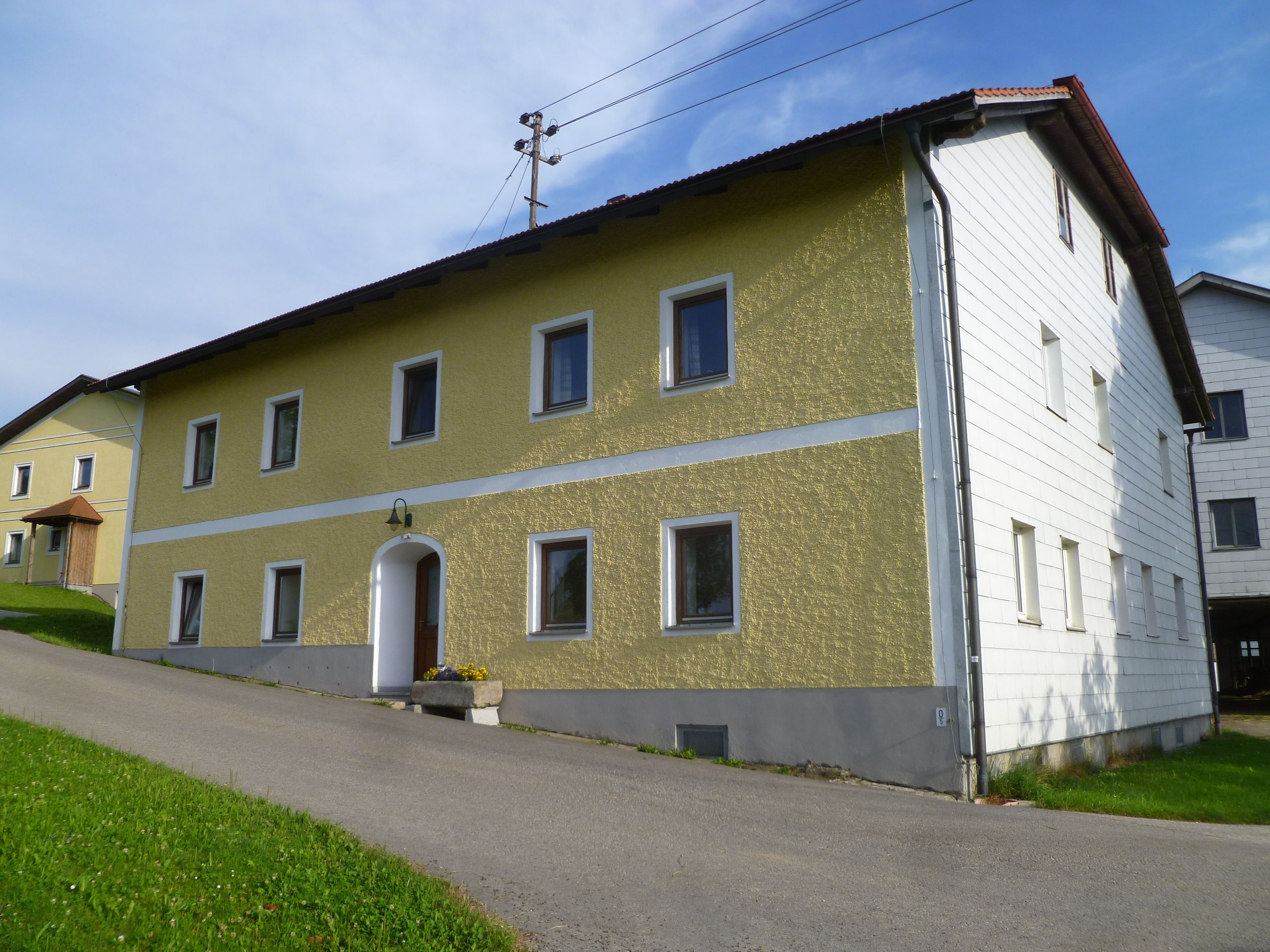
Edelsitz Katzbrenning (heute Bauernhof)

Der Edelsitz Katzbrenning liegt im Ortsteil Katzbrenning der Gemeinde Hofkirchen im Mühlkreis im Bezirk Rohrbach von Oberösterreich.

## Geschichte
Hier war der Stammsitz der Katzprenner. Die Katzbrenner waren passauische Dienstmannen und stammen aus Bayern. Wann dieses Geschlecht ins Mühlviertel kam, ist nicht bekannt. Ein Otto Katzbrenner erscheint als Zeuge 1150 in einer passauischen Urkunde. 1376 war Ulrich Katzbrenner Pfleger zu Schaumburg. Die Katzbrenner besahen 1455 die Königshube in der Pfarre Natternbach. 1439 wird ein Ulrich der Katzprenner zu Katzprenning genannt. Ulrich Katzbrenner heiratete Barbara, die Tochter Siegmunds, des letzten Chelzen (1387–1410), dessen Güter in der Pfarre Kirchberg ob der Donau lagen. Er muss aber bald darauf das Lehen Katzbrenning verkauft haben, denn 1443 verkaufte es Agnes, des Hans Neidteggers Witwe, schon wieder an Mett Oeder, welcher es 1455 an Stephan und Ursula Kraft zu Marsbach gegen ein anderes Gut vertauschte. 1466 tauschte Ursula, Tochter des Simon Kaplan und Frau des Steffan Kraft, ihren Sitz zu Kaczprenning mit Martin Öder gegen ein rittermäßiges Lehen in Panholz ein.
Im 17. Jahrhundert finden wir den Katzbrennerhof im Besitze der Tattenbäcker zu Schloss Freizell, welche ihn als Meierhof gebrauchten. Der Hof ist dann 1661 an einen Bauern vererbrechtet worden.

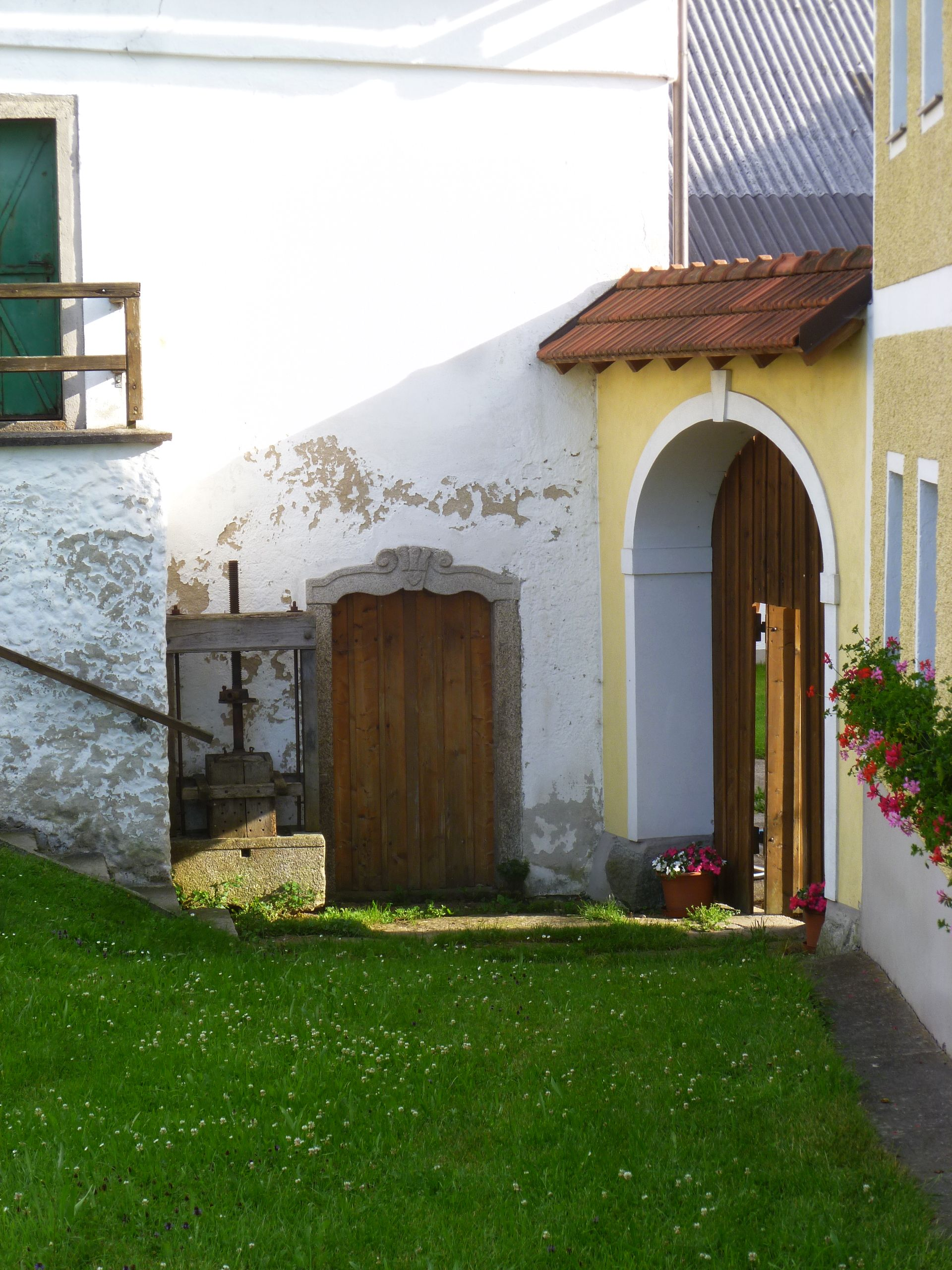
Barockes Steinportal

## Edelsitz Katzbrenning heute
Der einstmals gemauerte Stock war in das Bauernhaus Katzbrenner eingebunden. Er dürfte aber bei Umbauarbeiten beseitigt worden sein, eine Erinnerung daran ist unter den Bewohnern nicht mehr vorhanden. Auf der Hinterseite findet sich noch ein schön gearbeitetes barockes Steinportal.